# Episodi di Pensacola - Squadra speciale Top Gun (seconda stagione)
La seconda stagione della serie televisiva Pensacola - Squadra speciale Top Gun è stata trasmessa in anteprima negli Stati Uniti d'America in syndication tra il 7 settembre 1998 e il 20 maggio 1999.
| nº | Titolo originale    | Titolo italiano | Prima TV USA      | Prima TV Italia |
| -- | ------------------- | --------------- | ----------------- | --------------- |
| 1  | Nuggets             |                 | 7 settembre 1998  |                 |
| 2  | Burn Out            |                 | 14 settembre 1998 |                 |
| 3  | Solo Flight         |                 | 21 settembre 1998 |                 |
| 4  | S.O.D.              |                 | 28 settembre 1998 |                 |
| 5  | Stand Down          |                 | 5 ottobre 1998    |                 |
| 6  | Raid on Osirak      |                 | 12 ottobre 1998   |                 |
| 7  | Boom                |                 | 19 ottobre 1998   |                 |
| 8  | The Red Baron       |                 | 26 ottobre 1998   |                 |
| 9  | Vertigo             |                 | 2 novembre 1998   |                 |
| 10 | Wild, Wild West     |                 | 9 novembre 1998   |                 |
| 11 | Class Strike        |                 | 16 novembre 1998  |                 |
| 12 | Blue Angel          |                 | 25 gennaio 1999   |                 |
| 13 | Lost                |                 | 1º febbraio 1999  |                 |
| 14 | Mishap              |                 | 14 febbraio 1999  |                 |
| 15 | Fox Two             |                 | 15 febbraio 1999  |                 |
| 16 | Blue on Blue        |                 | 28 febbraio 1999  |                 |
| 17 | Cuba Libre          |                 | 12 aprile 1999    |                 |
| 18 | Sortie              |                 | 19 aprile 1999    |                 |
| 19 | Touch and Go        |                 | 26 aprile 1999    |                 |
| 20 | C.Q.                |                 | 3 maggio 1999     |                 |
| 21 | Night Traps         |                 | 10 maggio 1999    |                 |
| 22 | Rules of Engagement |                 | 20 maggio 1999    |                 |